# Seznam osebnosti iz Občine Rogaška Slatina
Seznam osebnosti iz Občine Rogaška Slatina vsebuje osebnosti, ki so se tu rodile, delovale ali umrle.

## Književnost
- Ela Peroci, pisateljica, pedagoginja, novinarka (1922, Rogaška Slatina – 2001, Ljubljana)
- Josip Stritar, pesnik, pisatelj, dramatik, kritik in prevajalec (1936, Podsmreka pri Velikih Laščah – 1923, Rogaška Slatina)

## Šolstvo in izobraževanje
- Ante Beg, učitelj, publicist in narodni delavec (1870, Sveti Florijan – 1946, Ljubljana)
- Jakob Čebular, gimnazijski profesor (1844, Tekačevo – 1929, Ljubljana)
- Luka Kunstek, šolnik (1835, Sveti Florijan, Rogaška Slatina – 1896, Ptuj)

## Umetnost
- Janez Karlin, igralec, režiser, pedagog in kulturnik (1922, Ratanska vas – 2019, Maribor)
- John Ivanuš, glasbenik, delujoč v Združenih državah Amerike (1879, Rogaška Slatina – 1973, Chardon, Ohio)

## Humanistika in znanost
- Josip Lendovšek, slovničar, šolnik in narodni buditelj (1854, Rogatec – 1895 Strmec, Koroška)
- France Kidrič, literarni zgodovinar, prešernoslovec, teoretik in esejist (1880, Ratanska vas – 1950, Ljubljana)
- Josip Lendovšek, slovničar, šolnik in narodni buditelj (1854, Rogatec – 1895 Strmec, Koroška)
- Peter Mikša, zgodovinar in alpinist (1977, Rogaška Slatina)
- Jože Lipnik, literarni zgodovinar
- Daniel Siter, zgodovinar

## Drugo
- Boris Kidrič, narodi heroj, predsednik prve slovenske vlade (1912, Dunaj – 1953, Beograd)
- Anton Kos, pravnik, sodnik in publicist (1844, Rogaška Slatina – 1900, Požega)
- Janko Debelak, strokovnjak za poštni promet in pravnik (1868, Male Rodne – 1925, Ljubljana)
- Ivo Ivančević, hrvaški zdravnik in univerzitetni profesor (1892, Zagreb – 1970, Rogaška Slatina)

## Znani gostje zdravilišča v Rogaški Slatini
- Peter Zrinjski, hrvaški ban, vojskovodja in pesnik (1621, Vrbovec – 1671, Dunajsko Novo mesto)
- Vuk Stefanović Karadžić, srbski filolog in jezikoslovec (1787, Tršić – 1864, Dunaj)
- Stanko Vraz, slovensko-hrvaški pesnik, pripadnik ilirskega gibanja (1810, Cerovec Stanka Vraza – 1851, Zagreb)
- Josip Juraj Strossmayer, hrvaški škof, preroditelj, mecen in politik (1815, Osijek – 1905, Đakovo)
- Luiza Pesjak, pesnica in prevajalka (1828, Ljubljana – 1898, Ljubljana)
- Bertha von Suttner, češko-avstrijska mirovnica in publicistka (1843, Praga – 1914, Dunaj)
- Alojzij Merhar, duhovnik, pesnik, pisatelj in dramatik (1876, Ljubljana – 1942, Ljubljana)
- Herman Potočnik, [hêrman potóčnik] (psevdonim Hermann Noordung [nórdung-]), slovenski raketni inženir, častnik, pionir kozmonavtike (astronavtike), vesoljskih poletov in tehnologij.